# 达里干嘎蒙古

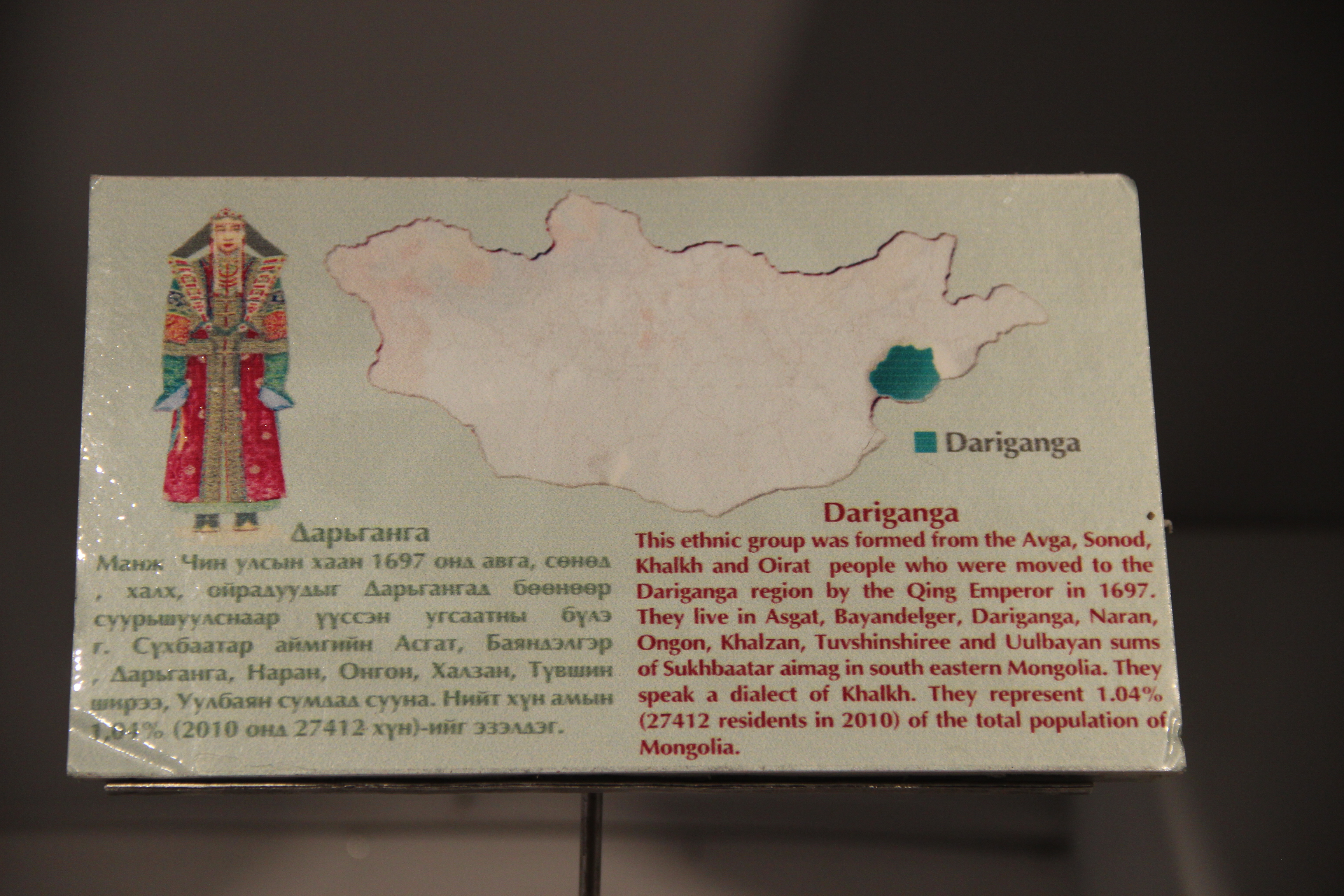
达里干嘎蒙古族是由清初（1697年）移居达里干嘎的阿巴噶部、苏尼特部、喀爾喀部和卫拉特人组成的。他们生活在阿斯嘎特（Asgat）、巴彦德勒格尔（Bayandelger）、达里干嘎（Dariganga）、纳兰（Naran）、翁贡（Ongon）、哈勒赞（Khalzan）、图布欣希雷（Tüvshinshiree）和乌拉巴彦（Uulbayan）的苏木。他们说喀爾喀蒙古语方言。

1,2 - 杜尔伯特艾马克. 3,4 - 今库苏古尔省北部地区. 5 - 达里干嘎蒙古

达里干嘎蒙古，一作達里岡厓牧場、達里岡愛、達里岡崖，是清代在蒙古地區設立的皇家牧场，位於內蒙古錫林郭勒盟與外蒙古車臣汗部、土謝圖汗部之間，即今蒙古國蘇赫巴托爾省大部。該牧群直屬清朝內務府上駟院，而不屬於內外蒙古任何一個盟旗。

## 歷史
達里岡厓南起察罕齐老山，北至济尔垓图，东起哈鲁勒陀罗海，西至额固特，面积约二万三千平方公里。該牧場大部分原属车臣汗部，少部分隶属土谢图汗部，康熙三十年（1691年）“多倫諾爾會盟”，喀爾喀车臣汗部和土谢图汗部将達里岡厓贡献给清廷。康熙三十五年（1696年）時，土謝圖汗派人管理康熙帝親征噶爾丹時所用的馬群，達里岡厓牧群就此形成。清代，牧群有一个由五人组成的组织，负责管理達里岡厓的马匹、牛群、骆驼和羊群，由八旗察哈爾下屬的商都牧群總管兼理其事務。
1912年初，達里岡厓牧場被外蒙古哲布尊丹巴政權軍隊控制，当时該地级别最高的官员索诺木多布敦被蒙古政府提拔為統轄達里岡厓大臣。但不久又恢复了旧有的五個部落，達里岡厓牧群仍由五個頭領管理，直属蒙古内务部。中華民國成立後，与其存在争议。1913年，中國、俄國簽訂的聲明文件及另件確定，外蒙古自治區域為清代庫倫辦事大臣、烏里雅蘇臺將軍與科布多參贊大臣管轄區域，達里岡厓牧場不在此範圍之內，應由中國直接管理。1914年，北洋政府規定達里岡厓牧場歸察哈爾特別區，但實際上一直由外蒙古管轄，察哈爾都統未能履行管轄權。根据蒙古人民黨政府1923年的决定，1925年將其更名为达里干嘎旗，并入杭肯特烏拉省，辖18个苏木。1931年，因蒙古重新劃分各省，旧达里干嘎旗被划分为若干个縣，并纳入东方省。1942年該地組建新省，1943年更名為蘇赫巴托爾省。1945年隨蒙古全國参与外蒙古獨立公民投票，获國民政府承認。
1962年，中華人民共和國與蒙古人民共和國簽訂界約，按雙方實際控制划定了中蒙邊界，達里岡厓牧場正式歸屬蒙古人民共和國。

### 文獻
- 李毓澍，《外蒙古撤治問題》，中央研究院近代史研究所專刊，1976，台北：商務印書館
- 谭其骧等，《中国历史地图集》，1974，北京：中国地图出版社